# Ischnomera griseicornis
Ischnomera griseicornis es una especie de coleóptero de la familia Oedemeridae.

## Distribución geográfica
Habita en Tonkín (Vietnam).